# The Haunting of Bly Manor
The Haunting of Bly Manor is een Amerikaanse televisieserie ontwikkeld door Mike Flanagan voor Netflix. Het is deels gebaseerd op het boek The Turn of the Screw en andere werken van schrijver Henry James.

## Verhaal
De serie vertelt het verhaal van de jonge au pair Dani, zij wordt ingehuurd om te zorgen voor twee jonge getraumatiseerde kinderen. Deze kinderen, Miles en Flora, hebben kort achter elkaar hun ouders verloren. Niet veel later werd ook hun vorige au pair dood in het meer bij Bly Manor gevonden. Al snel is het duidelijk dat er ongeziene krachten aan het werk zijn.

## Rolverdeling

### Hoofdrol
- Victoria Pedretti als Danielle "Dani" Clayton
  - Elizabeth Allhands als jonge Dani
- Oliver Jackson-Cohen als Peter Quint
- Amelia Eve als Jamie Taylor
  - Carla Gugino als oudere Jamie / de verhalenvertelster
- T'Nia Miller als Hannah Grose
- Rahul Kohli als Owen Sharma
  - Kamal Khan als Older Owen
- Tahirah Sharif als Rebecca Jessel
- Amelie Bea Smith als Flora Wingrave
  - Christie Burke als oudere Flora / de bruid
  - Alice Comer als jongere Flora
- Benjamin Evan Ainsworth als Miles Wingrave
  - Thomas Nicholson als oudere Miles
  - Kasen Kelly als jongere Miles
- Henry Thomas als Henry Wingrave
  - Duncan Fraser als oudere Henry

### Bijrol
- Greg Sestero als de verloofde / James
- Jim Piddock als Vader Stack
- Calix Fraser als 'Doll Face Ghost'
- Roby Attal als Edmund "Eddie" O'Mara
  - Daxton Gujral als jonge Eddie
- Lynda Boyd als Judy O'Mara
- Teryl Rothery als Karen Clayton
- Alex Essoe als Charlotte Wingrave
- Matthew Holness als Dominic Wingrave
- Kate Siegel als Viola Willoughby-Lloyd / 'The Lady of the Lake'
  - Daniela Dib als 'The Lady of the Lake'
- Katie Parker als Perdita Willoughby-Lloyd
- Martin McCreadie als Arthur Lloyd

## Achtergrond

### Productie
In een interview in oktober 2018, kort nadat The Haunting of Hill House was uitgebracht, maakte ontwikkelaar Mike Flanagan bekend dat als Netflix een tweede seizoen zou willen het verhaal niet verder zou gaan met de familie uit die serie omdat dat verhaal voor hem was afgerond.
Een aantal maanden later, op 21 februari 2019, kondigde Netflix deze serie aan. Hoewel het verhaal zou dienen als een vervolg op The Haunting of Hill House, is het een op zichzelf staand verhaal.
De serie ging op 30 september 2019 in productie, met opnames in Vancouver, Canada. De opnames werden afgerond op 21 februari 2020.

### Ontvangst
The Haunting of Bly Manor werd uitgebracht op 9 oktober 2020 en werd door het publiek relatief goed ontvangen. Op Rotten Tomatoes heeft de film een score van 88% op basis van 104 beoordelingen. Metacritic komt op een score van 63/100, gebaseerd op 18 beoordelingen.